# ويندي هيغينز
ويندي هيغينز (بالإنجليزية: Wendy Higgins)‏ (15 مايو 1977)؛ كاتِبة مُتخصِّصة في أدب الأطفال وروائية أمريكية.